# Madame X
Madame X (укр. Мадам Ікс) — чотирнадцятий студійний альбом американської співачки і авторки пісень Мадонни, випущений 14 червня 2019 року.

## Історія створення
У січні 2018 року Мадонна оголосила в Instagram, що почала роботу над своїм 14-м студійним альбомом.
Чотири місяці по тому вона виступила на Met Gala в Нью-Йорку. У рамках виступу вона виконала свій хіт-сингл «Like a Prayer», а також абсолютно нову пісню «Beautiful Game». Згодом співачка кілька разів використовувала цю назву в своїх промо-тизерах, проте можливість її включення в майбутній новий альбом не підтверджена. Відеозапис виступу, де можна почути уривок пісні, був представлений на офіційному каналі Мадонни на «YouTube».
Протягом усього свого перебування в Португалії Мадонна публікувала короткі ролики й фото, що підтверджують її роботу над новим альбомом. У квітні 2019 року виконавець Малума розповів, що працює з Мадонною над новою музикою. Французький продюсер Мірве Ахмадзай, який раніше продюсував альбом Мадонни American Life, також натякнув, що він знову співпрацює зі співачкою.
У своєму інтерв'ю Vogue Italia Мадонна підтвердила, що працює над новим альбомом, вихід якого запланований до кінця 2019 року. 14 квітня 2019 Мадонна опублікувала серію кліпів-тизерів, що підтверджують назву альбому, в своєму акаунті в Instagram.

## Перелік доріжок
| Madame X – Стандартне видання | Madame X – Стандартне видання       | Madame X – Стандартне видання                                                               | Madame X – Стандартне видання | Madame X – Стандартне видання |
| #                             | Назва                               | Автор                                                                                       | Продюсер(и)                   | Тривалість                    |
| ----------------------------- | ----------------------------------- | ------------------------------------------------------------------------------------------- | ----------------------------- | ----------------------------- |
| 1.                            | «Medellín» (дует з Малумою)         | Мадонна Чикконе, Мірве Ахмадзай, Малума Лондоньо, Едгар Баррера                             | Мадонна, Мірве                | 4:58                          |
| 2.                            | «Dark Ballet»                       | Чикконе, Ахмадзай                                                                           |                               | 4:14                          |
| 3.                            | «God Control»                       | Чикконе, Ахмадзай                                                                           |                               | 6:19                          |
| 4.                            | «Future» (за участю Квейво)         | Чикконе, Томас Пентц, Бріттані Талія Хаззард, Квейвіус Кеяте Маршалл                        | Diplo                         | 3:53                          |
| 5.                            | «Batuka»                            | Чикконе, Банда, Ахмадзай                                                                    |                               | 4:57                          |
| 6.                            | «Killers Who Are Partying»          | Чикконе, Ахмадзай                                                                           |                               | 5:28                          |
| 7.                            | «Crave» (за участю Свея Лі)         | Чикконе, Халіф Малік ібн Шаман Браун, Хаззард                                               | Мадонна, Білборд, Майк Дін    | 3:21                          |
| 8.                            | «Crazy»                             | Джейсон Евіган, Чикконе, Хаззард                                                            |                               | 4:02                          |
| 9.                            | «Come Alive»                        | Джефф Бхаскер, Чикконе, Хаззард                                                             |                               | 4:02                          |
| 10.                           | «Faz Gostoso» (за участю Анітти)    | Родрігу Карму, Нуну, Емануель Олівейра, Матеуш Сеабра, Луїс Вієйра, Карла Родрігеш, Чикконе |                               | 4:05                          |
| 11.                           | «Bitch I'm Loca» (за участю Малуми) | Чикконе, Лорен д'Елія, Лондоньо, Баррера, ДЖЕЙМС, Родрігес, Стівен Рохас                    |                               | 2:50                          |
| 12.                           | «I Don't Search I Find»             | Чикконе, Ахмадзай                                                                           |                               | 4:08                          |
| 13.                           | «I Rise»                            | Евіган, Чикконе, Хаззард                                                                    | Мадонна, Евіган               | 3:44                          |
| 56:01                         |                                     |                                                                                             |                               |                               |

| Madame X – Цифрове подарункове видання / Вінілове видання / Подарункове видання магазину «Target» | Madame X – Цифрове подарункове видання / Вінілове видання / Подарункове видання магазину «Target» | Madame X – Цифрове подарункове видання / Вінілове видання / Подарункове видання магазину «Target» | Madame X – Цифрове подарункове видання / Вінілове видання / Подарункове видання магазину «Target» | Madame X – Цифрове подарункове видання / Вінілове видання / Подарункове видання магазину «Target» |
| #                                                                                                 | Назва                                                                                             | Автор                                                                                             | Продюсер(и)                                                                                       | Тривалість                                                                                        |
| ------------------------------------------------------------------------------------------------- | ------------------------------------------------------------------------------------------------- | ------------------------------------------------------------------------------------------------- | ------------------------------------------------------------------------------------------------- | ------------------------------------------------------------------------------------------------- |
| 10.                                                                                               | «Extreme Occident»                                                                                | Чикконе, Ахмадзай                                                                                 |                                                                                                   | 3:41                                                                                              |
| 11.                                                                                               | «Faz Gostoso» (за участю Анітти)                                                                  | Родрігу Карму, Нуну, Емануель Олівейра, Матеуш Сеабра, Луїс Вієйра, Карла Родрігеш, Чикконе       |                                                                                                   | 4:05                                                                                              |
| 12.                                                                                               | «Bitch I'm Loca» (за участю Малуми)                                                               | Чикконе, Лорен д'Елія, Лондоньо, Баррера, ДЖЕЙМС, Родрігес, Стівен Рохас                          |                                                                                                   | 2:50                                                                                              |
| 13.                                                                                               | «I Don't Search I Find»                                                                           | Чикконе, Ахмадзай                                                                                 |                                                                                                   | 4:08                                                                                              |
| 14.                                                                                               | «Looking for Mercy»                                                                               | Чикконе, Хаззард                                                                                  |                                                                                                   | 4:50                                                                                              |
| 15.                                                                                               | «I Rise»                                                                                          | Евіган, Чикконе, Хаззард                                                                          | Мадонна, Евіган                                                                                   | 3:44                                                                                              |
| 64:32                                                                                             |                                                                                                   |                                                                                                   |                                                                                                   |                                                                                                   |

| Madame X – Японське видання | Madame X – Японське видання                      | Madame X – Японське видання                      | Madame X – Японське видання | Madame X – Японське видання |
| #                           | Назва                                            | Автор                                            | Продюсер(и)                 | Тривалість                  |
| --------------------------- | ------------------------------------------------ | ------------------------------------------------ | --------------------------- | --------------------------- |
| 16.                         | «Medellín» (Offer Nissim Madame X in the Sphinx) | Чикконе, Ахмадзай, Лондоньо, Баррера, Офер Нісим | Мадонна, Мірве              | 5:30                        |
| 70:02                       |                                                  |                                                  |                             |                             |

| Madame X – Подарункове фізичне видання (диск №2) / Подарункове коробкове видання (додатковий диск) | Madame X – Подарункове фізичне видання (диск №2) / Подарункове коробкове видання (додатковий диск) | Madame X – Подарункове фізичне видання (диск №2) / Подарункове коробкове видання (додатковий диск) |
| #                                                                                                  | Назва                                                                                              | Тривалість                                                                                         |
| -------------------------------------------------------------------------------------------------- | -------------------------------------------------------------------------------------------------- | -------------------------------------------------------------------------------------------------- |
| 1.                                                                                                 | «Funana»                                                                                           | |
| 2.                                                                                                 | «Back That Up to the Beat»                                                                         | |
| 3.                                                                                                 | «Ciao Bella»                                                                                       | |

| Madame X – Подарункове коробкове видання (додатковий 7-дюймовий диск із зображенням) | Madame X – Подарункове коробкове видання (додатковий 7-дюймовий диск із зображенням) | Madame X – Подарункове коробкове видання (додатковий 7-дюймовий диск із зображенням) | Madame X – Подарункове коробкове видання (додатковий 7-дюймовий диск із зображенням) | Madame X – Подарункове коробкове видання (додатковий 7-дюймовий диск із зображенням) |
| #                                                                                    | Назва                                                                                | Автор                                                                                | Продюсер(и)                                                                          | Тривалість                                                                           |
| ------------------------------------------------------------------------------------ | ------------------------------------------------------------------------------------ | ------------------------------------------------------------------------------------ | ------------------------------------------------------------------------------------ | ------------------------------------------------------------------------------------ |
| 1.                                                                                   | «I Rise»                                                                             | Евіган, Чикконе, Хаззард                                                             | Мадонна, Евіган                                                                      | 3:44                                                                                 |
| 3:44                                                                                 |                                                                                      |                                                                                      |                                                                                      |                                                                                      |

## Промоушн

### Виступ на «Євробаченні»
18 травня 2019 року Мадонна планує виступити з двома піснями в Тель-Авіві (Ізраїль) під час фіналу конкурсу пісні «Євробачення 2019». Однієї з пісень під час виступу повинен стати новий сингл, поряд з відомим хітом. За повідомленнями ЗМІ, участь співачки ефірі обійдеться ЄМС в 1 мільйон доларів, за що заплатить ізраїльсько-канадський бізнесмен Сильван Адамс.